# Корретт, Мишель
Мише́ль Корре́тт (фр. Michel Corrette; 10 апреля 1707, Руан — 21 января 1795, Париж) — французский композитор и органист.

## Биография
Сын композитора Гаспара Корретта. Некоторые источники утверждают, что, возможно, он родился позже и не в Руане, а в Сен-Жермен-ан-Ле.
В 1725 году Мишель Корретт был назначен органистом в руанской церкви, но вскоре перебрался в Париж. В 1733 году женился на Мари-Катрин Морис. С 1737 года он служил органистом у Великого Приора Франции, с 1750 года — органистом иезуитского коллежа в Париже. В том же году он становится рыцарем Ордена Христа.
С 1760 года Корретт — придворный органист принца Конти, с 1780 года — придворный органист герцога Ангулемского.
Одновременно с исполнением обязанностей органиста много лет давал частные уроки.

## Творчество
Первые сонаты Мишеля Корретта были опубликованы в 1727 году.
Корретт оставил обширное музыкальное наследие. Среди его работ — как церковная, так и светская музыка, в том числе балеты, дивертисменты, концерты для органа с оркестром. В каталоге его сохранившихся работ особое место занимают 25 комических концертов для трёх инструментов с аккомпанементом, использовавших современные автору популярные мелодии. Многое в своей музыке заимствовал у выдающихся современников, в частности, в 1765 переработал «Весну» Вивальди в церковное песнопение «Laudate Dominum de coelis». В конце жизни написал симфонию на мотив революционной песни Ça Ira. Считается автором первой музыкальной баталии.
Составил ряд учебников игры на музыкальных инструментах, в том числе «Les Délices de la solitude» — один из первых учебников игры на виолончели — и «L′école d′Orphée» («Школу Орфея») — учебник игры на скрипке. Учебники содержат помимо дидактического материала анекдоты и наблюдения из повседневной жизни музыкантов его времени.